# Gent i paisatge de Catalunya
Gent i paisatge de Catalunya és un documental dirigit per Josep Gaspar i Serra el 1926 que dona a conèixer diferents paisatges naturals de la Costa Brava així com algunes imatges de la societat barcelonina i llocs inèdits de l'època, com l'Hotel Colon de la Plaça Catalunya o l'Ateneu Barcelonès. Fou produït per Edicions Cinematogràfiques Ginesta.

## Al voltant del documental
El guió del documental és del periodista Francesc Madrid, que va ser assessorat pel dramaturg Josep Maria de Sagarra i Alexandre Plana. El director va enregistrar des de l'aire molts paisatges de Catalunya acompanyat del pilot Josep Canudas. La càmera també viatja en tramvia per Barcelona, o en barca per la Costa Brava.
Així, el film mostra imatges inèdites d'Aiguablava, Illes Medes, L'Escala, Castelló d'Empúries, Portbou, Roses, Cadaqués, El Port de la Selva i Llançà. També s'hi retraten un centenar de personalitats importants de la vida cultural catalana del moment, com Josep Puig i Cadafalch, Josep Maria de Sagarra, el novel·lista Josep Maria Folch i Torres, l'escultor Josep Llimona, Santiago Rusiñol pintant als jardins de Montjuïc; el mestre Enric Morera donant classes a l'Escola Municipal de Música, o un jove pintor Salvador Dalí a l'Ateneu Barcelonès abans de la seva incursió en el surrealisme. També es mostren les activitats dels principals centres culturals catalans del moment, com ara la redacció del diari La Publicitat, un concert al Palau de la Música Catalana; un vermut a la terrassa de l'hotel Colón, una reunió a la seu de la Fundació Bernat Metge, una tertúlia al pati de l'Ateneu Barcelonès… o esportius, com les pistes de tenis del Turó o el Velòdrom de Sants, per exemple.
Al 24 d'abril de 2010 va ser presentat, juntament amb els films L'hotel elèctric (1908) i Platja i Costa Brava (1934), al Filmfest DC, el festival internacional de cinema de Washington, amb una banda sonora original realitzada per un equip de músics de la Universitat de Nova York (NYU) format pel compositor català Sergi Casanelles, Elias Constantopedos, Shruti Kumar, Dosia McKay, Mira Eom i Inyoung Park, coordinats i dirigits per la musicòloga nord-americana Gillian B. Anderson.